# نيكولاس فرانسيس تشيس
نيكولاس فرانسيس تشيس (بالإنجليزية: Nicholas Frances Chase)‏ هو ملحن أمريكي، ولد في 1966.